# علم أيداهو

علم ولاية أيداهو

أعتمد علم ولاية أيداهو في يوم 2 تشرين الثاني - نوفمبر من عام 1957 .